# Пауза (фільм, 1967)
«Пауза» — радянський короткометражний чорно-білий телефільм 1967 року. За мотивами «Новорічного оповідання» Валентина Катаєва.

## Сюжет
Один епізод з життя радянського розвідника в окупованому місті під час Великої Вітчизняної війни… Новорічна ніч. Окупована румунами Одеса. Тікаючи від погоні, поранений радянський розвідник стукає в перші-ліпші двері, і його впускає молода жінка, яка в пітьмі сприйняла його за лікаря, який прийшов до її хворої молодшої сестри. Розгледівши його, вона лякається, розуміючи, кого вона впустила, і що їй загрожує, якщо його знайдуть в її квартирі… але забороняє йому йти…

## У ролях
- Георгій Жжонов — розвідник
- Ельза Леждей — жінка, яка відчинила двері розвіднику
- Г. Ланевський — епізод
- А. Гудмонес — епізод
- М. Макаров — епізод
- Т. Забєлєнкова — епізод

## Знімальна група
- Режисер — Олексій Щербаков
- Сценарист — Валентин Катаєв
- Оператор — Вадим Вязов